# L'Actu (Cameroun)
Pour le quotidien pour la jeunesse, voir L'Actu.
L'Actu est un quotidien camerounais édité depuis le 1er avril 2011 par New Pages Group sarl. Se positionnant comme « un regard innovant sur l'actualité », la ligne éditoriale du quotidien repose sur les éléments fondamentaux du journalisme. L'Actu fait partie des journaux les plus importants de l'espace public médiatique au Cameroun. 

## Histoire
La société camerounaise de presse qui édite L’Actu Sport (hebdomadaire du mardi) depuis le 22 mars 2011 a lancé le quotidien L'Actu le 11 avril à Yaoundé. Le quotidien a été fondé par son directeur de publication, Emmanuel Gustave Samnick en partenariat avec Thierry Hot, directeur de publication du magazine mensuel Notre Afrik, Lambert Fotso Tchamekwen, journaliste et Albert Osé Miambo de l’agence publicitaire optimedia.

## Description
La ligne éditoriale du quotidien est le traitement de l’information d’intérêt public sans complaisance et sans parti pris, dans le respect des règles du journalisme. Le quotidien est publié en 16 pages avec une dominance de la couleur verte. Le quotidien emploie une vingtaine de personnes dont quinze journalistes parmi lesquels Thierry Hot, Mbanga-Kack, Abel Mbengué, Cathy Koum et bien d’autres. 
La première édition du quotidien L'Actu avait à la une, l’ambassadeur de France au Cameroun de l'époque, qui analysait les crises en Côte d’Ivoire et en Libye, et l’influence française au Cameroun.